# Ruch Sprawiedliwości Społecznej

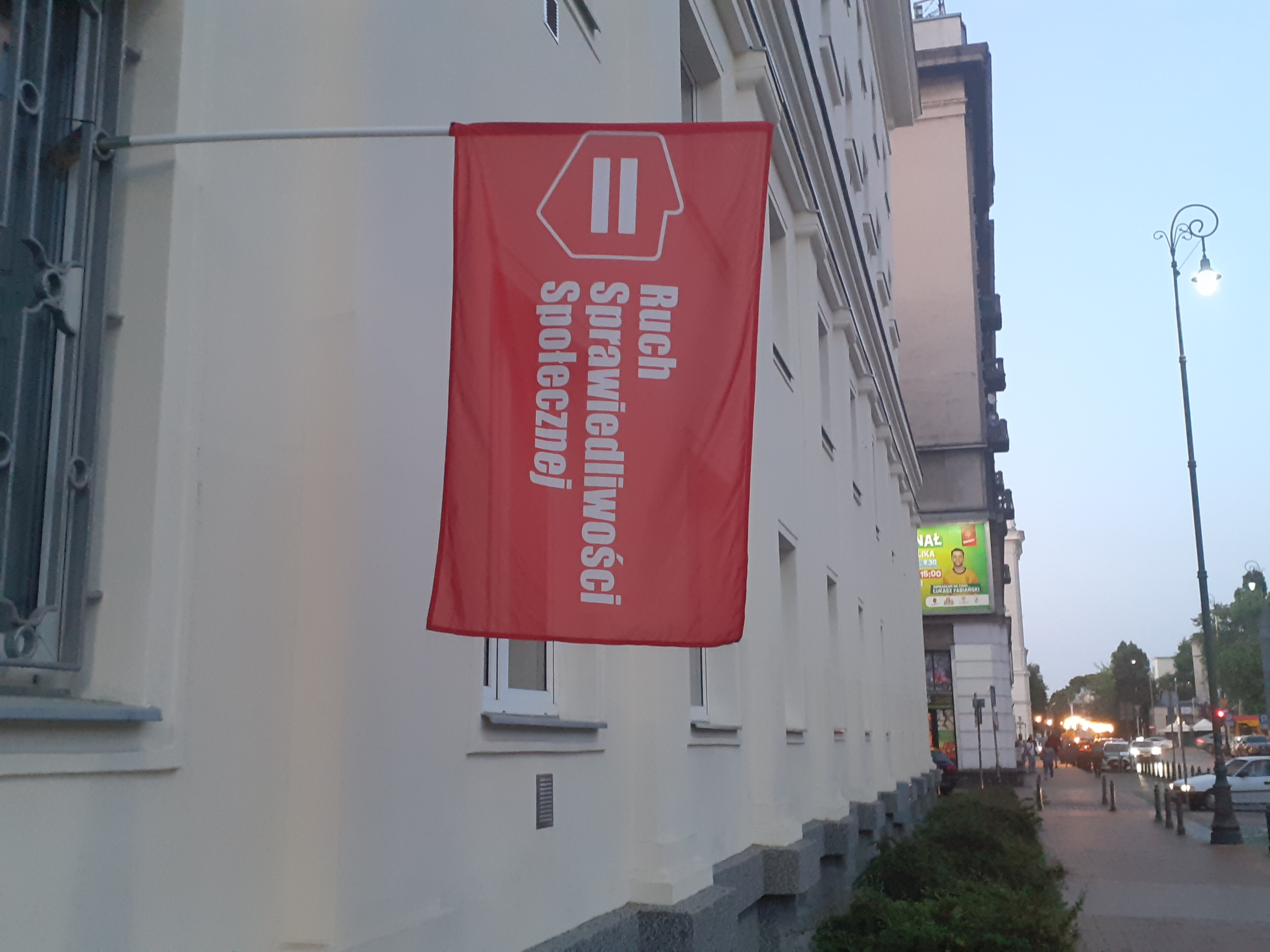
Flaga RSS przy siedzibie ugrupowania w Warszawie (2023)

Ruch Sprawiedliwości Społecznej (RSS) – polska socjalistyczna partia polityczna. Została założona przez Piotra Ikonowicza 2 maja 2014, a zarejestrowana 5 września 2014. Wyrejestrowana została 6 lutego 2023.
RSS powstał na bazie prowadzonej przez Piotra Ikonowicza Kancelarii Sprawiedliwości Społecznej. Wśród jego priorytetów programowych znalazły się likwidacja tzw. umów śmieciowych, poprawa pozycji związków zawodowych oraz zakaz eksmisji „na bruk”.

## Historia
W wyborach samorządowych w 2014 RSS wystawił na prezydenta Warszawy Agatę Nosal-Ikonowicz (żonę szefa partii), która otrzymała 1,11% głosów, zajmując 9. miejsce spośród 11 kandydatów. W wyborach we Wrocławiu RSS współtworzył komitet lokalny, który wystawił na prezydenta Konrada Rychlewskiego (otrzymał on 0,8% głosów, zajmując ostatnie miejsce). W wyborach do sejmiku lubuskiego RSS współtworzył wraz z Partią Zieloni komitet Nowy Ład, który zdobył 0,62% poparcia. Przed wyborami prezydenckimi w 2015 partia poparła kandydatkę Zielonych Annę Grodzką, która jednak nie zebrała wymaganej liczby podpisów. 11 lipca 2015 RSS przyłączył się do Ruchu Społecznego RP. W wyborach parlamentarnych w 2015 działacze RSS obsadzili niemal całą warszawską listę RS RP do Sejmu (otworzył ją Piotr Ikonowicz). Działaczka RSS kandydowała także z lubelskiej listy RS RP.
W styczniu 2017 do RSS przystąpił Piotr Guział. W wyborach samorządowych w 2018 Piotr Ikonowicz, startujący z KWW Sprawiedliwości Społecznej Piotra Ikonowicza, zajął 9. miejsce wśród 14 kandydatów na urząd prezydenta Warszawy, uzyskując 7271 głosów (0,82% głosów ważnych); w wyborach do rady miasta jego komitet uzyskał 1,19% poparcia. W wyborach do rady Gdańska RSS współtworzył (m.in. wraz z Zielonymi, Inicjatywą Feministyczną i stowarzyszeniem Inicjatywa Polska) komitet Jolanty Banach Lepszy Gdańsk, który wystawił na prezydenta miasta liderkę IF Elżbietę Jachlewską. W wyborach do rady miasta przekroczył on próg wyborczy, jednak nie uzyskał mandatów, a kandydatka na prezydenta zajęła 4. miejsce spośród 7 kandydatów, z niespełna dwuprocentowym poparciem (Piotr Guział w tych wyborach kandydował do rady Warszawy z ramienia konkurencyjnego komitetu, nie poparł też Piotra Ikonowicza w wyborach na prezydenta miasta).
W wyborach do Parlamentu Europejskiego w 2019 RSS wystartował w ramach koalicji Lewica Razem, wraz z Partią Razem i Unią Pracy. Piotr Ikonowicz otworzył listę LR w okręgu łódzkim, a Elżbieta Wisz w okręgu podkarpackim. Na listach koalicji znalazło się 11 członków RSS. LR nie osiągnęła progu wyborczego. W wyborach parlamentarnych w tym samym roku, choć RSS nie przystąpił do koalicji Lewica, członkini partii Anna Wilk-Baran kandydowała do Sejmu z pilskiej listy SLD.
Po niezłożeniu sprawozdania finansowego partii za 2019 rok (według Piotra Ikonowicza, spowodowanym chorobą jednego z działaczy) rozpoczęła się procedura wykreślenia Ruchu Sprawiedliwości Społecznej z ewidencji partii politycznych, jednak przewodniczący RSS zapowiedział wówczas wniosek o ponowną rejestrację ugrupowania. 6 lutego 2023 Sąd Okręgowy w Warszawie wykreślił RSS z ewidencji, jednak formacja nie została rozwiązana.
Lider ugrupowania Piotr Ikonowicz oraz Anna Wilk-Baran w wyborach parlamentarnych w tym samym roku startowali do Sejmu z list Nowej Lewicy (powstałej wcześniej w wyniku połączenia SLD i Wiosny). Anna Wilk-Baran kandydowała także w 2024 z listy Lewicy do sejmiku wielkopolskiego. W wyborach prezydenckich w 2025 lider RSS Piotr Ikonowicz poparł Adriana Zandberga z Partii Razem.